# Volto Santo von Lucca

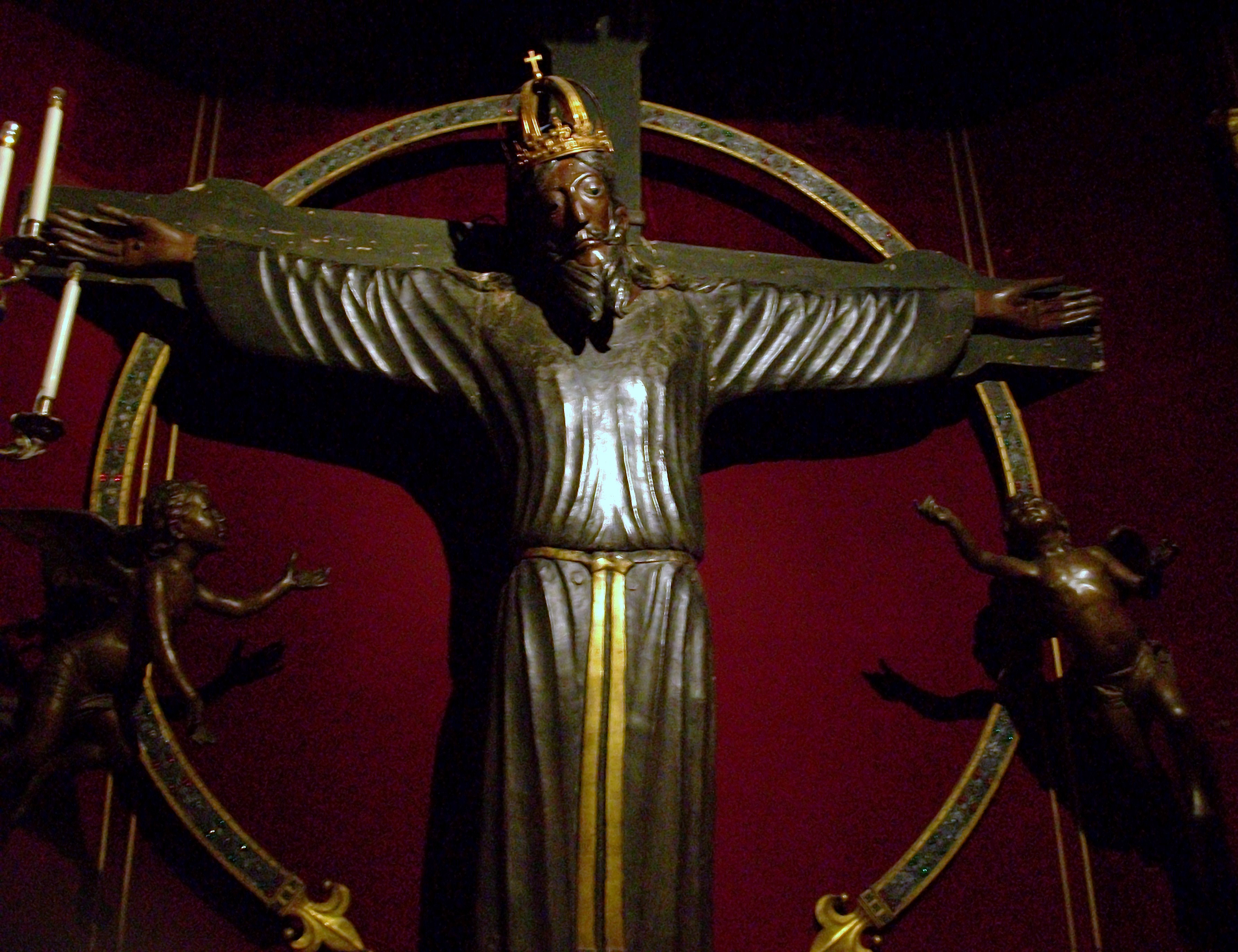
Volto Santo von Lucca

Der Volto Santo (von lat. vultus sanctus, „heiliges Antlitz“) von Lucca ist ein im Mittelalter geschaffenes hölzernes Kruzifix in der Kathedrale von Lucca. Da es ein hoch verehrtes Gnadenbild und eines der wichtigsten Pilgerziele des Mittelalters war, verbreitete sich der Bildtyp des Volto Santo in viele europäische Regionen.

## Beschreibung
Das Kruzifix stellt den gekrönten, in eine gegürtete Tunika gekleideten Heiland nicht leidend dar, sondern als Triumphator, mit langem Bart, offenen Augen und aufrecht vor dem Kreuz stehend. Schon früh hat das Bildwerk eine Krone bekommen. Es birgt Reliquien vom Kreuzesstamm sowie von der Dornenkrone und dem Gewand Jesu, ist also zugleich ein Reliquiar. Sein Material ist Nußbaum, die Höhe beträgt 2,50 m.

## Geschichte

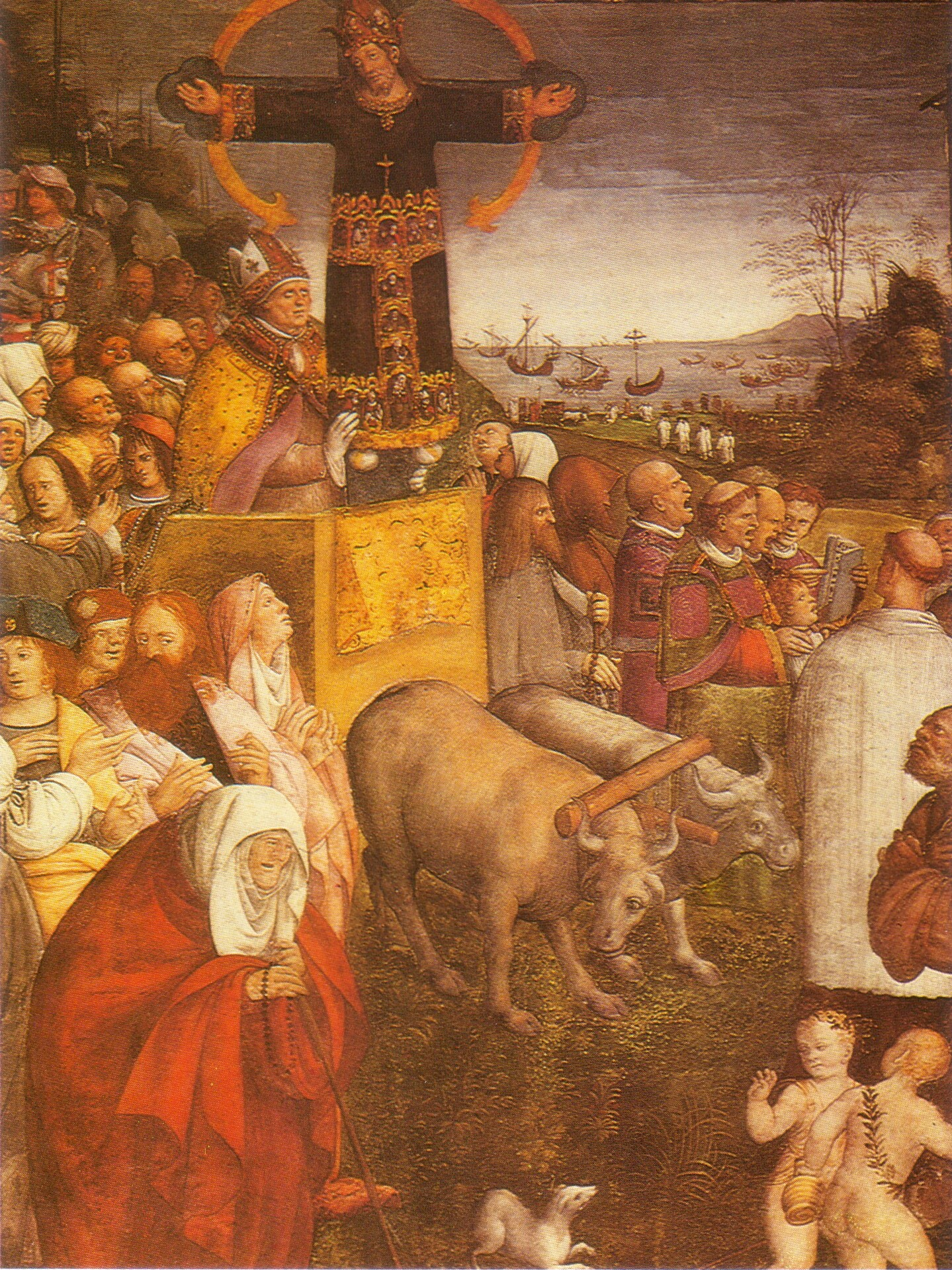
Überführung des Volto Santo nach Lucca. Fresko 1508/09

Während die ältesten historisch belegbaren Spuren des Volto Santo erst aus dem 11. Jahrhundert stammen, greifen die legendenhaften Berichte über das Kultbild (auch sie wohl erst im 12. Jahrhundert verfasst) in die Anfänge des Christentums zurück. Demnach soll der im Johannesevangelium genannte Nikodemus das Abbild Christi nach dessen Auferstehung, von Engeln angeleitet und ohne eigenes Zutun, gebildet haben. Im Jahre 742 sei das Kruzifix in den toskanischen Hafen Luni (lat. Luna) gebracht worden. Nach einer Auseinandersetzung zwischen Luni und Lucca habe es letztere am Ende für sich gewinnen können.
Als gesichert kann gelten, dass seit dem Ende des 11. Jahrhunderts ein überlebensgroßer Kruzifixus im Dom von Lucca von den Gläubigen als authentisches Bild des Heilandes verehrt wurde. 1119 wurde über ihm ein Ziborium („tempietto“) errichtet, das 1484 von Matteo Civitali erneuert wurde.

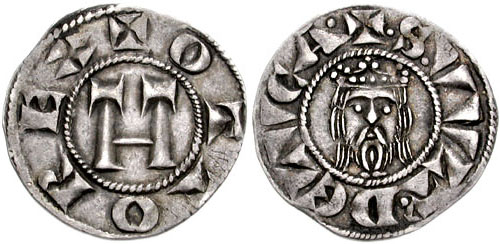
Grosso aus Lucca von 1209 mit dem heiligen Antlitz

Im 12. Jahrhundert nahm der Kult um das Gnadenbild einen deutlichen Aufschwung und entwickelte Lucca zu einem europäischen Wallfahrtsziel. Die wirtschaftliche Bedeutung dieses Umstandes wird sinnfällig im Münzbild der in Lucca geprägten silbernen Grossi.
Mittels Radiokarbonmethode wurde das Kruzifix auf einen Zeitraum vom Ende des 8. Jahrhunderts bis zur Mitte des 9. Jahrhunderts datiert. Der bekleidete und gegürtete Christus am Kreuz wird von Reiner Haussherr als Darstellung des apokalyptischen Christus, vergleichbar der Majestas Domini, interpretiert.

## Nachwirkungen
Wie nur wenige andere Bildtypen des Mittelalters hatte das Luccheser Kruzifix Einfluss auf andere europäische Ausprägungen des Gekreuzigten. Seit dem Ende des 11. Jahrhunderts entstehen in Katalonien und im Roussillon Kreuze des gleichen Typs, die als „Majestades“ bezeichnet werden. Nachbildungen finden sich in Italien, Frankreich und England.
Auch von Pilgern aus dem Norden wurde das Kreuz, sei es als Endziel oder als Zwischenstation auf dem Weg nach Rom, aufgesucht und sein Bild in Nordeuropa verbreitet. Im Zuge dieser volkstümlichen Verehrung verliert sich der Majestascharakter und das Bild wird zum Gnadenbild, das als „göttlicher Helfer“ (vgl. die Ausprägungen der Sankt Hulpe) angerufen wird. Mehrere ähnliche Kreuze aus Deutschland gehen auf das Vorbild aus Lucca zurück. Haussherr grenzt den Volto-Santo-Typ gegen andere Formen des bekleideten Christus wie folgt ab: „Christus schwebt mit horizontal ausgestreckten Armen aufrecht vor dem Kreuz. Er ist bekleidet mit einer langen, weiten Ärmeltunika. Um die Hüften ist ein bandartiger Gürtel geschlungen, der, vor der Mitte des Körpers geknotet, in zwei langen, symmetrischen Enden ausläuft. Die Augen des Gekreuzigten sind weit geöffnet, die Haare in der Mitte gescheitelt. Die beiden Hälften des Backenbartes legen sich unterhalb des Kinns wie Flügel aneinander, bzw. fließen ineinander.“ Doch viele Darstellungen sind Mischformen mit anderen aus ottonischer Zeit stammenden Traditionen des bekleideten Gekreuzigten.

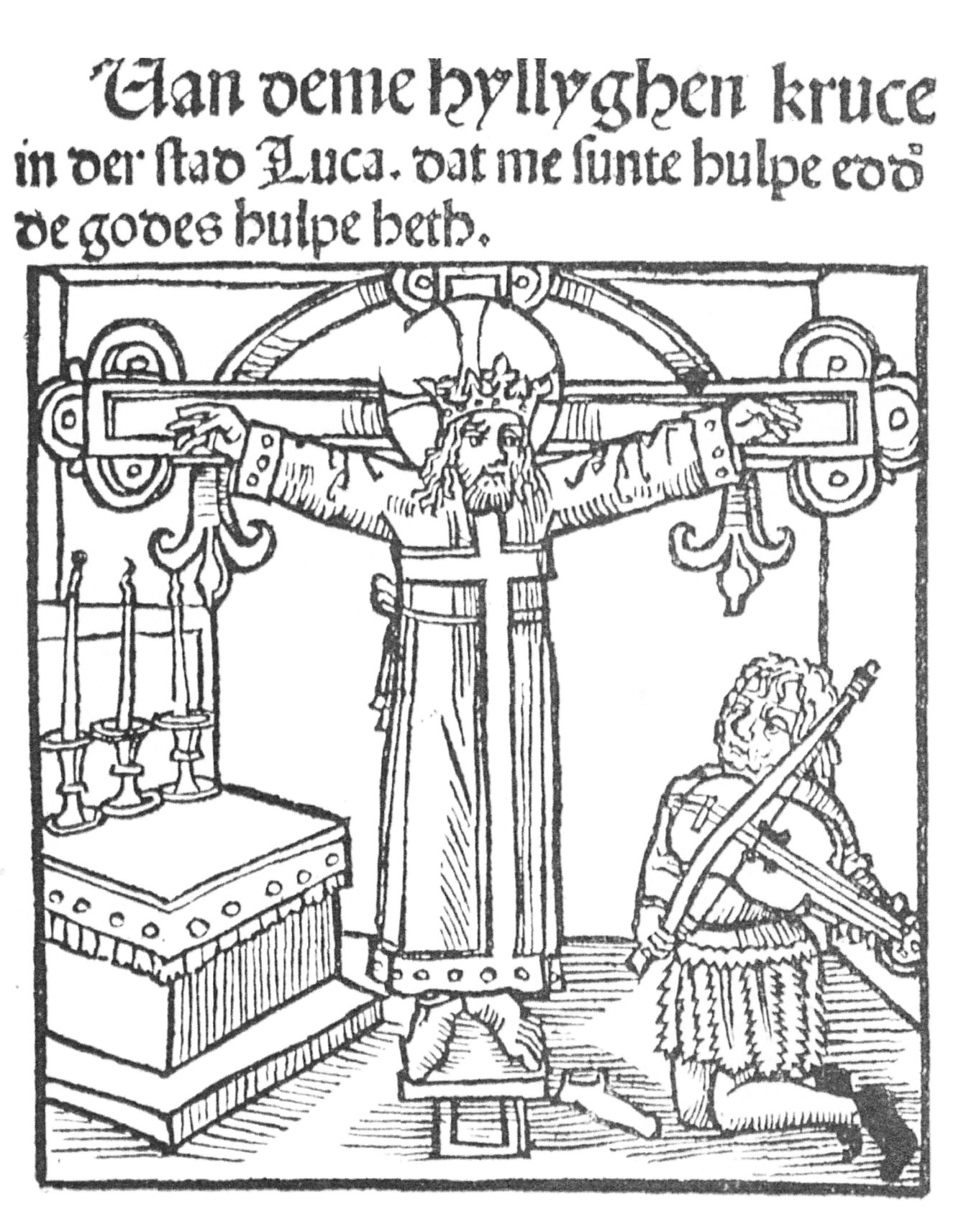
Holzschnitt von 1492 mit der Spielmannlegende

Im Spätmittelalter wird die Legende vom armen Spielmann, die in Lucca literarisch schon im 12. Jahrhundert nachweisbar ist, auf den Nachbildungen des Volto Santo erzählfreudig ins Bild gesetzt. Ihr Inhalt ist folgender: Vor dem Kreuz habe einst ein in Not geratener Spielmann musiziert, den der Gekreuzigte mit seinem herabgeworfenen goldenen Schuh entlohnte. Der daraufhin des Diebstahls angeklagte Geiger habe seine Unschuld bewiesen, indem er erneut vor dem Bilde bittend auch den zweiten Schuh zugeworfen bekam.
Weil damals die Bedeutung der Tunika als männliches Gewand nicht mehr allen bekannt war, führte dies zu einer Verwechselung und ikonographischen Vermischung mit Darstellungen der Hl. Kümmernis, in die auch die Spielmannslegende als fester Bestandteil einging. Sie findet sich auf Holzschnitten und vielen Wandmalereien.

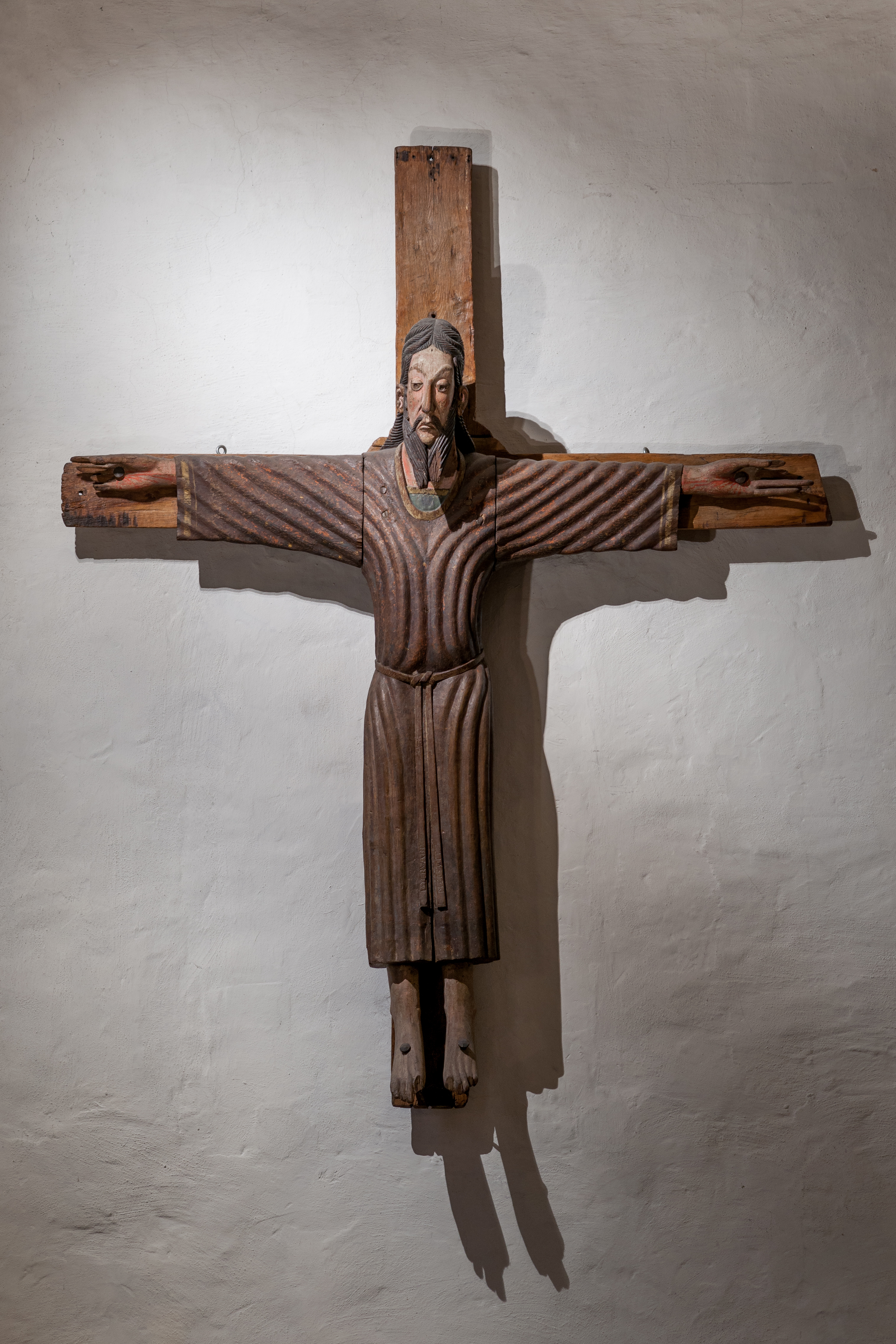
Imervard-Kreuz im Braunschweiger Dom

Die folgende Liste enthält zunächst Orte mit frühen, in der Regel hölzernen Bildwerken aus dem deutschsprachigen Raum:
- Braunschweig, Dom. Imervard-Kreuz, um 1173, das bedeutendste Werk der Volto-Santo-Nachfolge, es geht wohl noch auf die ältere Lucceser Fassung zurück.
- Emmerich, Kruzifix in St. Martin, um 1170, (Kreuz und Arme erneuert, Replik nach dem älteren Lucceser Kreuz)
- Datteln, St. Amandus, etwa 12. Jahrhundert
- Lethmathe, St. Kilian, Vortragekreuz, 12. Jahrhundert
- Brilon, Propsteikirche St. Petrus und Andreas, sog. Pankratiuskreuz, Metall, um 1110–1130
- Münster, Landesmuseum
- Münster Dom, Triumphkreuz über dem Hochaltar
- Münster, Diözesanmuseum
- Marburg, Universitätsmuseum (aus Obernkirchen)
- Aschaffenburg, Museum (aus Dingolfing)
- Zürich, Landesmuseum
- Hülfensberg bei Geismar
- Bamberg, St. Gangolf
- Beber (Ortsteil von Bad Münder, Niedersachsen), St.-Magnus-Kirche[15]
- Hannover, Landesgalerie, Kruzifix aus Buer.
- Sankt Hülfe (Diepholz). Das mittelalterliche Siegelbild der Kirche gibt ein sicher vorhanden gewesenes Kreuz des Santo-Volto-Typs wieder.
- Die Kirche von Kliplev war Ziel einer Wallfahrt zu S. Hjælper, einem hölzernen Kruzifixus des Santo-Volto-Typs.
- Das vielzitierte Siegel der Stedinger zeigt ebenfalls ein solches verloren gegangenes Kreuz, dessen ursprünglichen Aufstellungsort wir nicht kennen, um das sich aber zahlreiche abwegige Hypothesen[16] ranken.

Die folgende Liste enthält eine Auswahl von Volto-Santo-Darstellungen des späten Mittelalters. Eine alternative Benennung als Kümmernis ist nicht in allen Fällen auszuschließen.
- Volto-Santo-Wandbild in St. Lambertus, Düsseldorf
- Weissenburg/Bayern, Karmeliterkirche, Wandbild[17]
- Linz, St. Martin[18]
- Nördlingen und Umgebung[19]
- Kronberg/Taunus, Burgkapelle, 14. Jahrhundert
- Bamberg, Dominikanerkirche, Wandbild, Anfang 15. Jahrhundert
- Rostock, St. Nikolai (Wandbild, weitgehend zerstört)[20].

## Das Fest Santa Croce

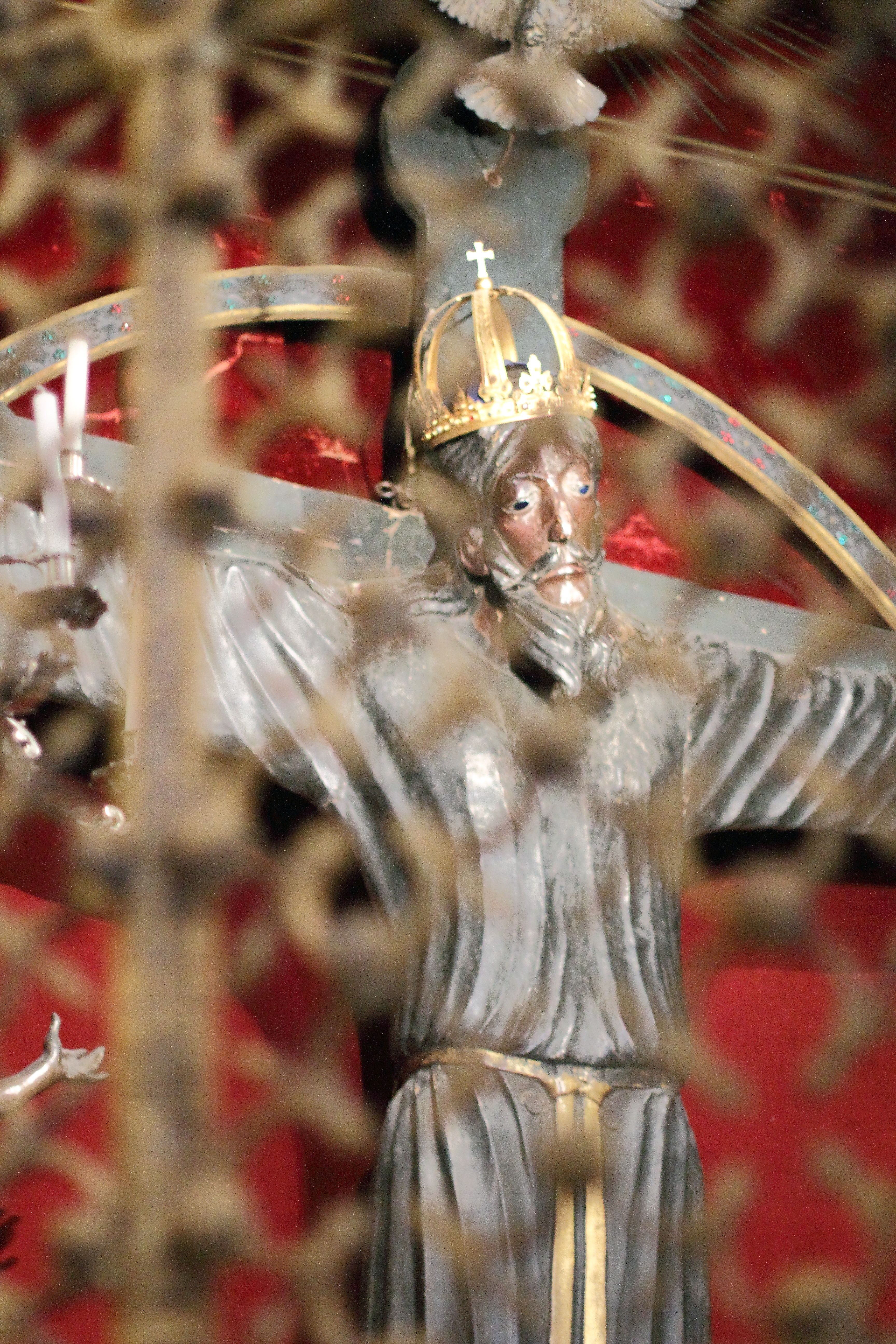
Das Heilige Antlitz, gesehen durch das Gitter

Der Volto Santo nimmt in Lucca die Position eines Stadtpatrons ein, dessen Fest am 14. September zum Fest Kreuzerhöhung begangen wird. Das Kreuzbild wird festlich mit Kleinodien geschmückt. Am Vorabend findet eine Festprozession von der Kirche San Frediano zum Kreuz im Dom statt. Früher wurde der Volto Santo in der Festprozession mitgetragen. Der Weg der Prozession wird von Kerzen an den Mauervorsprüngen der Häuser illuminiert. Neben Vertretern der politischen Gemeinde, Musikgruppen und Personen in historischen Kostümen nehmen auch Gruppen der Kirchengemeinde des Erzbistums Lucca teil, die früher zu diesem Termin ihre Steuer zu entrichten hatten. Die Prozession endet mit der Aufführung einer Motettone genannten Chormusik, die jedes Jahr von einem Luccheser Komponisten neu geschrieben wird. Am Festtag selbst wird im Dom ein Pontifikalamt gehalten.
Daneben werden im Settembre Lucchese ein Jahrmarkt abgehalten und verschiedene Kulturveranstaltungen angeboten.

## Literarische Reflexe
Dante erwähnt den Volto Santo in der Göttlichen Komödie im 21. Gesang der Hölle. Ein Teufel herrscht einen Luccheser Ratsherren an, der in flüssiges Pech getaucht wird: „Hier hat der Volto Santo keinen Platz, Ganz anders als im Serchio schwimmt man hier.“ (Qui non ha loco il Santo Volto: qui si nuota altrimenti che nel Serchio!)
Die Prozession und die Messe hat Heinrich Heine in dem Kapitel Die Stadt Lucca in den Reisebildern (Reisebilder, Dritter Teil, 1830) satirisch beschrieben.